# Festa teatrale
Con il termine festa teatrale si designa un'opera lirica, solitamente di argomento mitologico o allegorico, scritta per celebrare un particolare avvenimento, quali una nascita in una famiglia reale o una vittoria militare
Spesso tuttavia questo genere però non può essere rigidamente definito in quanto in vari casi le feste teatrali possono essere suddivise in due diverse impostazioni: le feste teatrali ripartite in atti sono a tutti gli effetti opere (ne sono esempi Gli amori di Giasone d'Isifile di Marco Marazzoli e Il pomo d'oro di Antonio Cesti), mentre quelle che vengono rappresentate senza divisioni o semplicemente spezzate in due parti sono serenate. Una festa teatrale è una composizione drammatica, rappresentata sul palcoscenico (diversamente da molte serenate, le quali, nonostante vengono classificate come lavori drammatici, non vengono rappresentate in un contesto spettacolare).
La festa teatrale aveva dimensioni inferiori rispetto a un dramma per musica; nacque per gli intrattenimenti di corte e per la celebrazione dei membri delle famiglie reali. Il poeta e librettista Pietro Metastasio impiegò il termine per nove dei suoi libretti, tutti i quali vennero rappresentati per la prima volta alla corte di Vienna (dove Metastasio era poeta cesareo). L'ultima di queste, Partenope, fu musicata da Johann Adolf Hasse e rappresentata nel 1767. L'Orfeo ed Euridice di Christoph Willibald Gluck, la prima delle sue "opere riformate" (rappresentata per la prima volta a Vienna), è spesso considerata parte del genera della festa teatrale. Il genere non sembra sia sopravvissuto dopo l'epoca di Metastasio, sebbene sia rimasto in auge per oltre un secolo: Francesco Cavalli fu uno dei primi compositori a scrivere feste teatrali.